# Lars Lönnkvist
Lars Lönnkvist (4 aprile 1957) è un orientista svedese.
Ai campionati mondiali del 1979 vinse la staffetta con la squadra svedese. Sempre nella staffetta giunse secondo nel 1978 e nel 1981, terzo nel 1983.